# Friedhof Rahnsdorf-Wilhelmshagen
Der Friedhof Rahnsdorf-Wilhelmshagen ist ein evangelischer Friedhof im Ortsteil Rahnsdorf des Berliner Bezirks Treptow-Köpenick.

## Lage
Der 7419 m² große Friedhof liegt am Saarower Weg  51 und ist über die  Hochlandstraße zu erreichen. Er befindet sich im Naturschutzgebiet Püttberge, in Hanglage grenzt er direkt an den Wald. Im Nordosten des Friedhofs liegt der Wilhelmshagen-Woltersdorfer Dünenzug.
Auf dem Friedhof befinden sich ein Kriegsgefallenen-Denkmal für die Gefallenen des Ersten Weltkriegs aus Rahnsdorf, Wilhelmshagen und Hessenwinkel sowie 15 Einzelgräber der Opfer von Krieg und Gewaltherrschaft. Der Entwurf des Grabes von Walter Gramatté stammt von Karl Schmidt-Rottluff. Die Grabstätte steht unter Denkmalschutz.
Der Friedhof wird vom Evangelischen Friedhofsverband Berlin Süd-Ost verwaltet. Die Trauerfeiern werden in der nahegelegenen Taborkirche abgehalten.

## Bestattete Persönlichkeiten

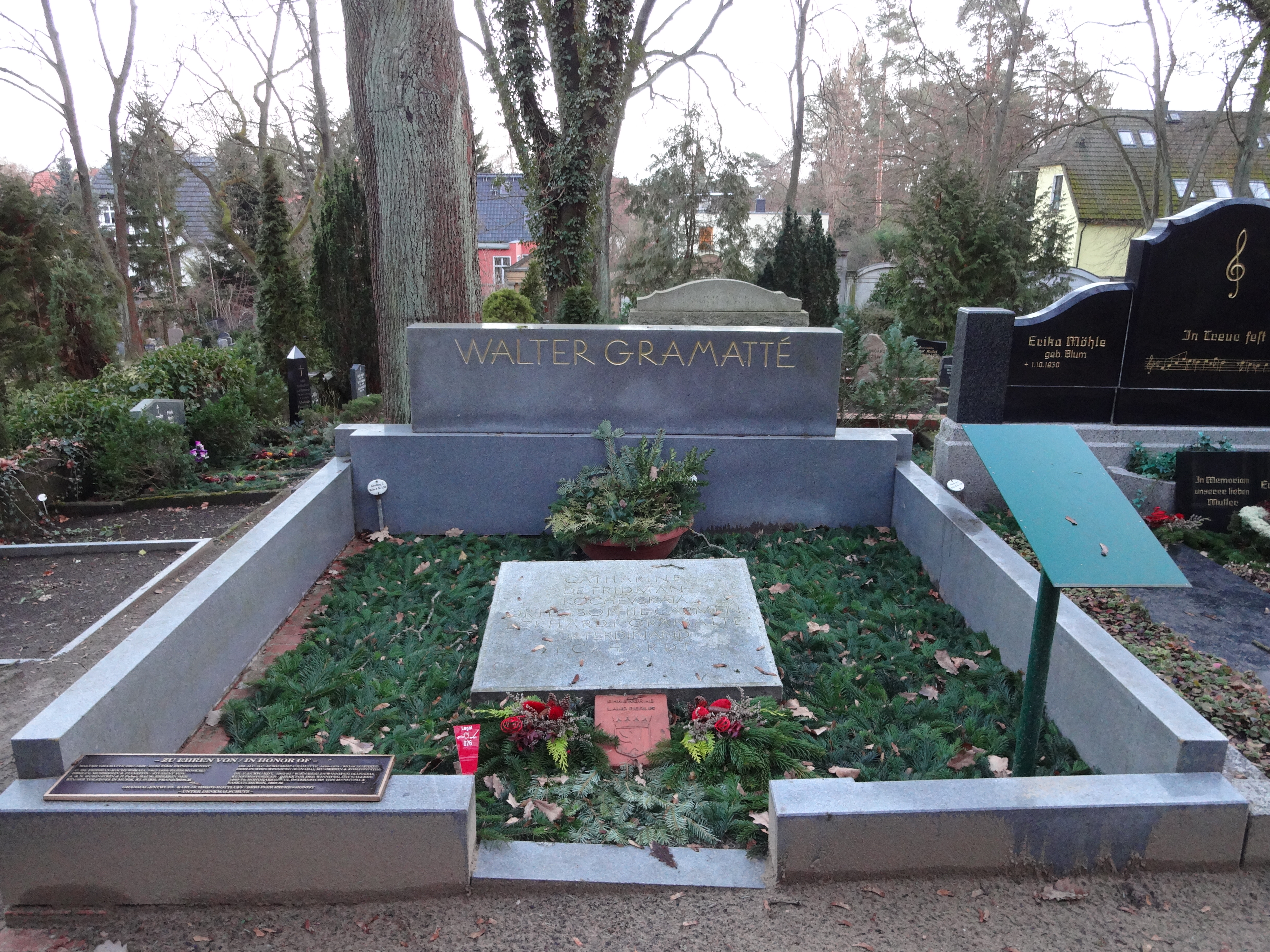
Grab Gramatté

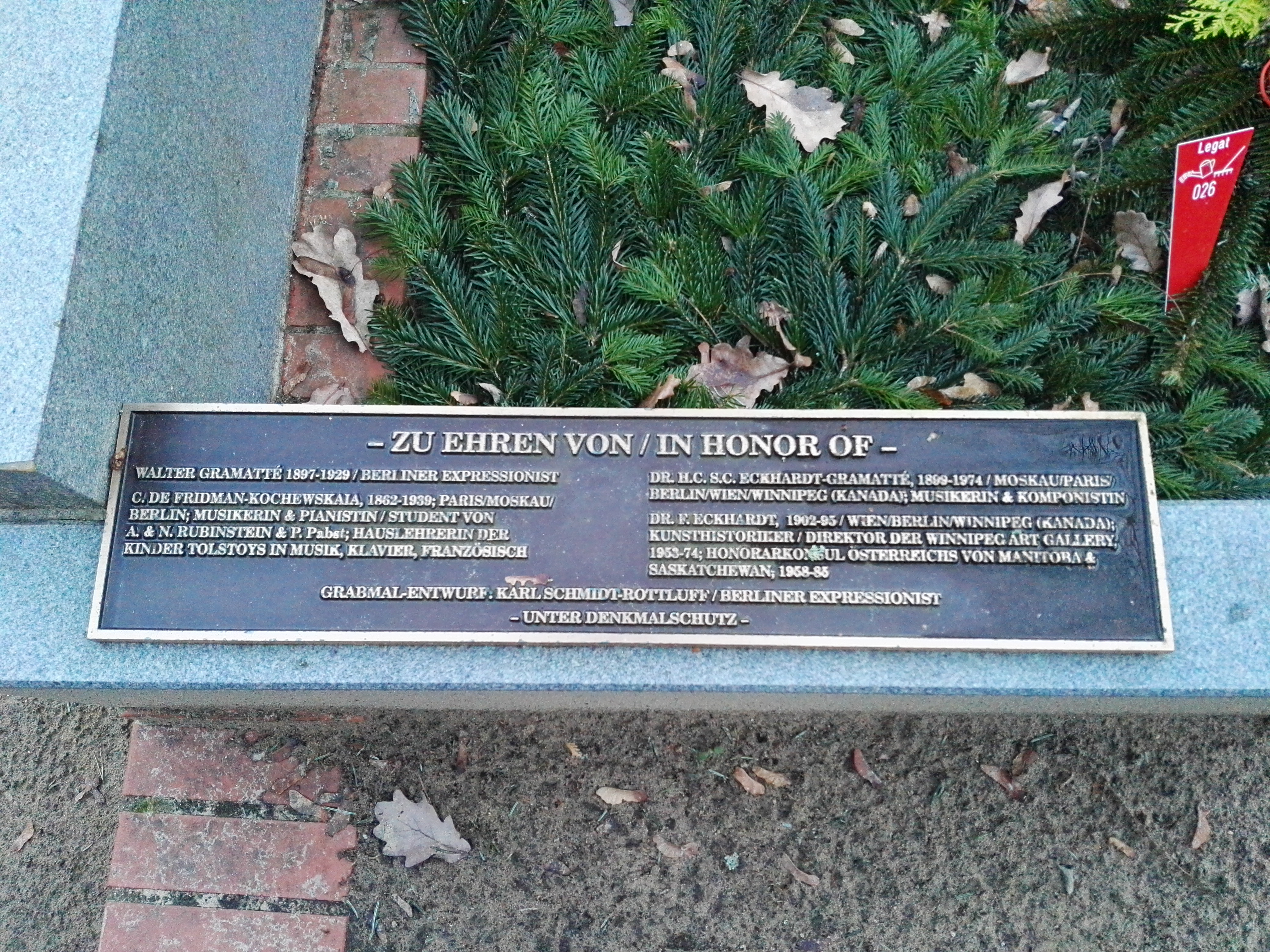
Grab Gramatté

- Clara Müller-Jahnke (1860–1905), Dichterin
- Hans-Gotthilf Strasser (1883–1963), Rechtswissenschaftler
- Karl Linser (1895–1976), Dermatologe
- Walter Gramatté (1897–1929), Maler (Ehrengrabstätte des Landes Berlin)
- Sophie-Carmen Eckhardt-Gramatté (1899–1974), Komponistin (Ehrengrabstätte des Landes Berlin)
- Ferdinand Eckhardt (1902–1995), Kunsthistoriker (Ehrengrabstätte des Landes Berlin)
- Wolfgang Lungershausen (1925–2001), Kombinatsdirektor in der DDR
- Karl Hillert (1927–2004), Bildhauer
- Günter Kaltofen (1927–1977), Drehbuchautor
- Wolfgang Richter (1928–2004), Komponist
- Dietrich Knothe (1929–2000), Dirigent
- Wolfgang Schindler (1929–1991), klassischer Archäologe
- Rudolf Schulze (1930–2015), Studentenpfarrer
- Horst Hawemann (1940–2011), Theaterregisseur
- Peter Albert (1946–2001), Schlagersänger